# Passavant-en-Argonne
Passavant-en-Argonne  ist eine französische Gemeinde mit 177 Einwohnern (Stand: 1. Januar 2022) im Département Marne in der Region Grand Est. Sie gehört zum Arrondissement Châlons-en-Champagne  und zum Kanton Argonne Suippe et Vesle.

## Nachbargemeinden
Nachbargemeinden von Passavant-en-Argonne  sind Beaulieu-en-Argonne im Osten, Brizeaux im Südosten, Éclaires im Süden, Le Chemin im Südwesten, Villers-en-Argonne im Westen und Châtrices im Nordwesten.

## Bevölkerungsentwicklung

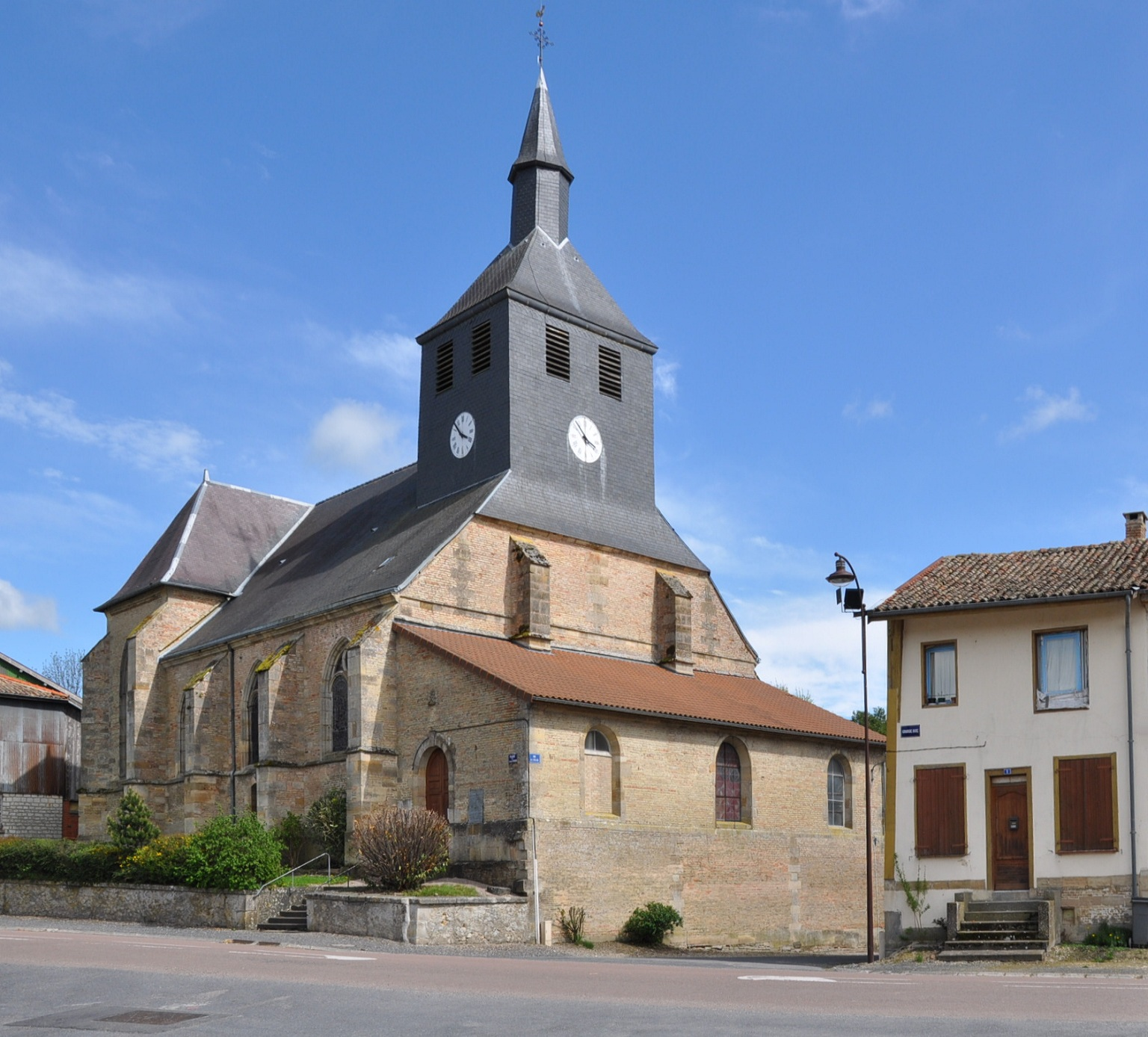
Kreuzerhöhungskirche

| Jahr      | 1962 | 1968 | 1975 | 1982 | 1990 | 1999 | 2012 | 2018 |
| Einwohner | 290  | 251  | 210  | 183  | 188  | 188  | 213  | 208  |